# Iza
Iza je žensko osebno ime. Iza je slovensko ime, ki pomeni lepota.  

## Izvor imena
Ime Iza je skrajšana oblika ženskih osebnih imen: Elizabeta, Izabela, Izidora, Izet oziroma Izeta.

## Pogostost imena
Po podatkih Statističnega urada Republike Slovenije je bilo na dan 31. decembra 2007 v Sloveniji število ženskih oseb z imenom Iza: 400.